# Leptodactylus rhodomystax
Leptodactylus rhodomystax és una espècie de granota que viu a Bolívia, el Brasil, Colòmbia, l'Equador, Guaiana Francesa, Guyana, el Perú i Surinam.